# Аль-Битруджи (лунный кратер)
Кратер Аль-Битруджи (лат. Alpetragius) — ударный кратер в южной части видимой стороны Луны, находящийся на восточной границе Моря Облаков. Название присвоено Джованни Риччиоли в честь известного арабского астронома Ал-Битруджи (Нур ад-Дин Абу Ишак Абу Джафар Ибрагим ибн Юсуф ал-Битруджи, ум. около 1185 или 1192) и утверждено Международным астрономическим союзом в 1935 г. Сведения о периоде образования кратера отсутствуют.

## Описание кратера

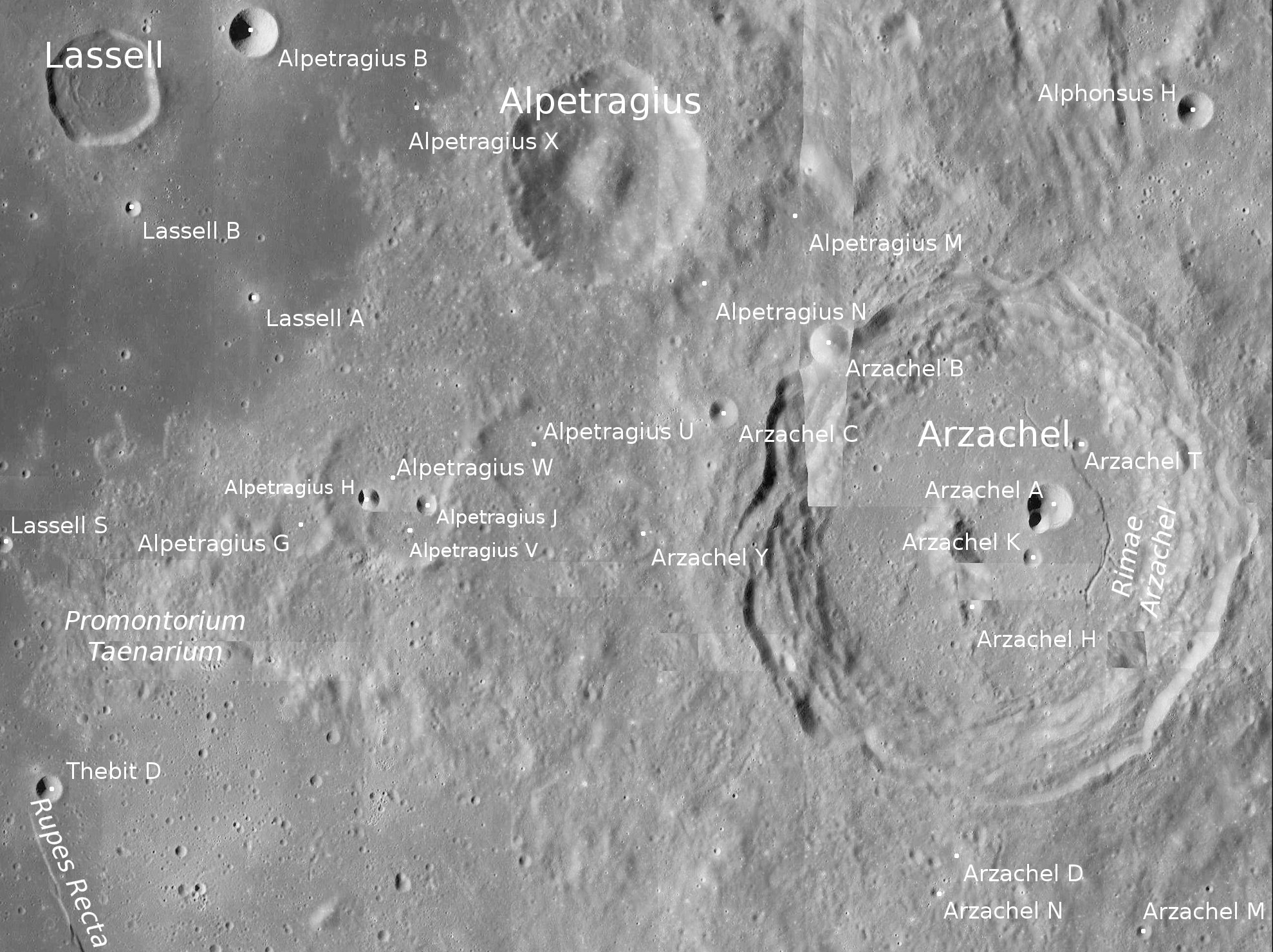
Снимок зонда Lunar Reconnaissance Orbiter.

На юго-востоке от кратера находится молодой кратер Арзахель, на северо-востоке — древний кратер Альфонс, на западе — небольшой кратер Лассел. На северо-западе к кратеру примыкают остатки заполненного лавой при образовании Моря Облаков сателлитного кратера Аль-Битруджи Х. Далее на юго-западе находится мыс Тенария и уступ Прямая Стена. Селенографические координаты центра кратера — 16°03′ ю. ш. 4°31′ з. д. / 16,05° ю. ш. 4,51° з. д., диаметр — 40,0 км, глубина 3,9 км.
Вал кратера имеет почти правильную форму, с небольшими радиальными выступами в северной и западной части; высота отдельных пиков вала над дном чаши достигает 3650 м, средняя высота над дном чаши — 3140 м, над окружающей местностью — 1020 м. На северо-востоке вал соединён с валом кратера Альфонс поднятием местности между кратерами, на юго-востоке отделён от вала кратера Арзахель цепочкой кратероподобных понижений местности, отходящей к юго-западу от южной части вала кратера Альфонс. Восточная и южная части внутреннего склона имеют террасовидную структуру. Объём кратера составляет приблизительно 1100 км³.

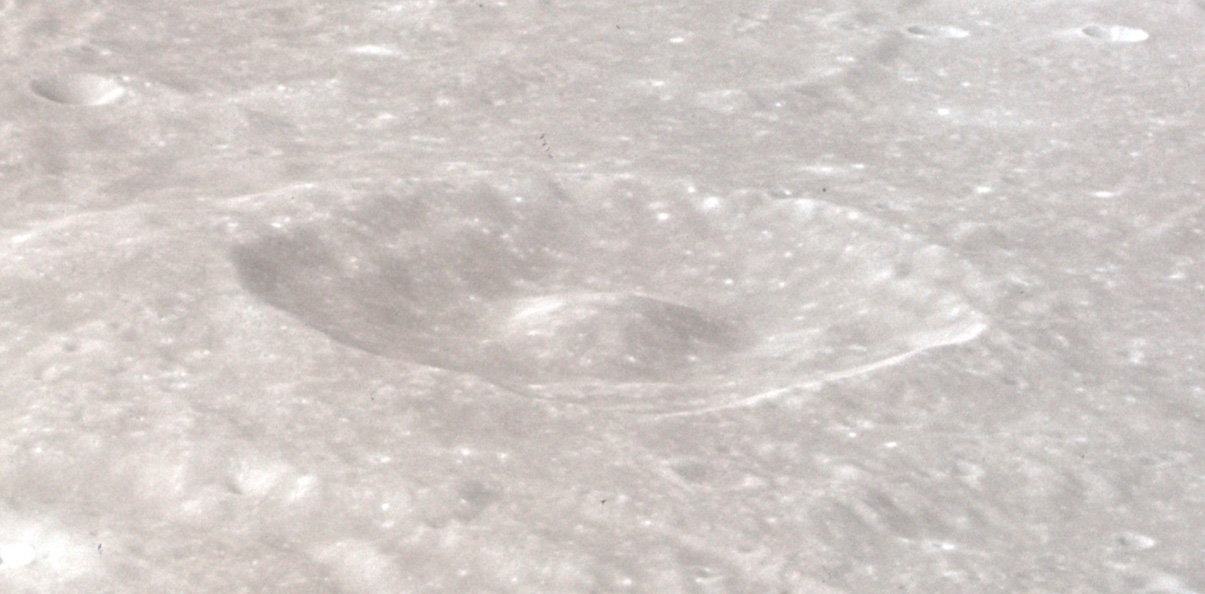
Кратер Аль-Битруджи. Снимок с борта Аполлона-12.

Характерной особенностью кратера является наличие непропорционально большого центрального пика с площадью основания 27,5 км² и высотой 2000 м, занимающего значительную часть чаши кратера. На вершине пика на фотографиях, сделанных космическим аппаратом Рейнджер-9, видно углубление диаметром 1,6 км. Имеется предположение, что непропорционально большие размеры центрального пика вызваны его увеличением за счёт вулканических извержений, а упомянутое выше углубление является разрушенным жерлом вулкана. Джерард Койпер назвал центральный пик кратера «Яйцом в гнезде». По своим размерам и сложности структуры центральный пик напоминает некоторые земные горные системы, например, Сноудонский массив.

## Сателлитные кратеры
| Аль-Битруджи | Координаты                                          | Диаметр, км |
| ------------ | --------------------------------------------------- | ----------- |
| B            | 15°08′ ю. ш. 6°53′ з. д. / 15,13° ю. ш. 6,88° з. д. | 9,7         |
| C            | 13°45′ ю. ш. 6°10′ з. д. / 13,75° ю. ш. 6,17° з. д. | 2,1         |
| G            | 18°10′ ю. ш. 6°34′ з. д. / 18,17° ю. ш. 6,56° з. д. | 12,2        |
| H            | 18°01′ ю. ш. 6°06′ з. д. / 18,01° ю. ш. 6,1° з. д.  | 4,4         |
| J            | 18°03′ ю. ш. 5°42′ з. д. / 18,05° ю. ш. 5,7° з. д.  | 4,1         |
| M            | 16°27′ ю. ш. 3°16′ з. д. / 16,45° ю. ш. 3,27° з. д. | 23,2        |
| N            | 16°44′ ю. ш. 3°53′ з. д. / 16,74° ю. ш. 3,88° з. д. | 11,3        |
| U            | 17°43′ ю. ш. 5°07′ з. д. / 17,71° ю. ш. 5,11° з. д. | 15,6        |
| V            | 18°11′ ю. ш. 5°50′ з. д. / 18,19° ю. ш. 5,83° з. д. | 15,9        |
| W            | 17°57′ ю. ш. 5°58′ з. д. / 17,95° ю. ш. 5,96° з. д. | 27,7        |
| X            | 15°37′ ю. ш. 5°44′ з. д. / 15,61° ю. ш. 5,74° з. д. | 31,8        |

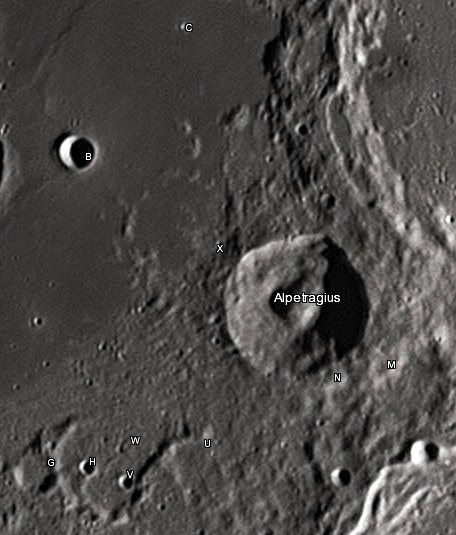
Снимок Девида Кемпбелла.

- Сателлитный кратер Аль-Битруджи B включён в список кратеров с темными радиальными полосами на внутреннем склоне Ассоциации лунной и планетарной астрономии (ALPO)[6], а также в список кратеров с яркой системой лучей той же Ассоциации[7].